# 최혁진
최혁진(崔赫振, 1970년 5월 2일~)은 대한민국의 정치인이다. 제22대 국회의원을 역임하고 있다. 문재인 정부 시절 대통령비서실 사회적경제비서관을 지냈다.

## 학력
- 교동국민학교 졸업
- 원주중학교 졸업
- 원주고등학교 졸업
- 서강대학교 사회과학대학 정치외교학 학사

## 경력
- 한국사회적기업진흥원 본부장
- 한국보훈복지의료공단 상임관리이사
- 대통령비서실 사회적경제비서관
- iCOOP생협 사업연합회 CSO
- 원주의료생활협동조합 전무이사
- 더불어민주당 강원특별자치도당 수석부위원장
- 민주연구원 상근부원장
- 2022년 4월~2022년 5월: 제8회 전국동시지방선거 강원 원주시장 더불어민주당 예비후보
- 2025년 6월 10일: 대한민국 제22대 국회의원 선거 승계(비례대표, 더불어민주당, 초선)

### 의정 활동
- 2025년 6월 9일~ 제22대 국회의원(비례대표, 더불어민주당→무소속, 초선)
  - 2025년 6월~: 제22대 국회 전반기 외교통일위원회 위원
  - 2025년 7월~2025년 7월: 제22대 국회 헌법재판소 재판관 후보자를 겸하는 헌법재판소장(김상환) 임명동의에 관한 인사청문 특별위원회 위원

## 역대 선거 결과
| 실시년도 | 선거   | 대수 | 직책     | 선거구   | 정당           | 득표수      | 득표율          | 순위          | 당락 | 비고       |
| -------- | ------ | ---- | -------- | -------- | -------------- | ----------- | --------------- | ------------- | ---- | ---------- |
| 2024년   | 총선   | 22대 | 국회의원 | 비례대표 | 더불어민주연합 | 7,567,459표 | \| \| 26.69% \| | 비례대표 16번 |      | 초선, 승계 |
|          | 26.69% |      |          |          |                |             |                 |               |      |            |

## 소속 정당
| 소속 정당 | 소속 정당        | 소속 기간 | 비고           |
| --------- | ---------------- | --------- | -------------- |
|           | 한국사회당       | 2007~2008 | 입당           |
|           | 무소속           | 2008      | 정당 해산      |
|           | 사회당           | 2008~2012 | 재창당         |
|           | 진보신당         | 2012      | 합당           |
|           | 무소속           | 2012      | 정당 해산      |
|           | 진보신당연대회의 | 2012      | 재창당         |
|           | 무소속           | 2012~2017 | 탈당           |
|           | 더불어민주당     | 2017      | 입당 정계 입문 |
|           | 무소속           | 2017~2020 | 탈당           |
|           | 더불어민주당     | 2020~2024 | 복당           |
|           | 무소속           | 2024      | 탈당           |
|           | 새진보연합       | 2024      | 창당           |
|           | 무소속           | 2024      | 탈당           |
|           | 더불어민주연합   | 2024      | 입당           |
|           | 더불어민주당     | 2024~2025 | 합당           |
|           | 무소속           | 2025~현재 | 제명           |

## 같이 보기
- 대한민국 제22대 국회의원 선거 더불어민주연합 후보 목록#비례대표